# Augustów

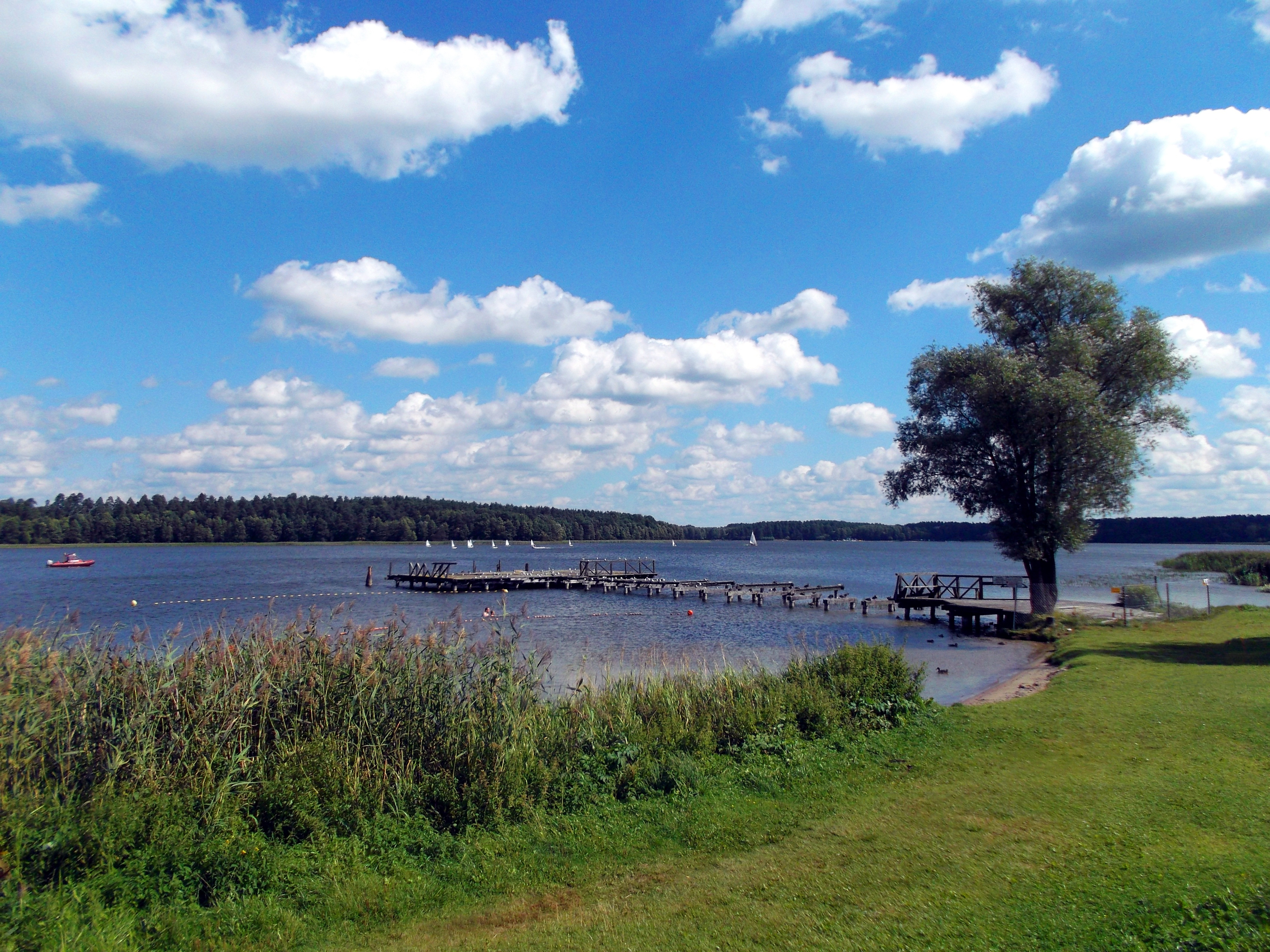
See Necko in Augustów

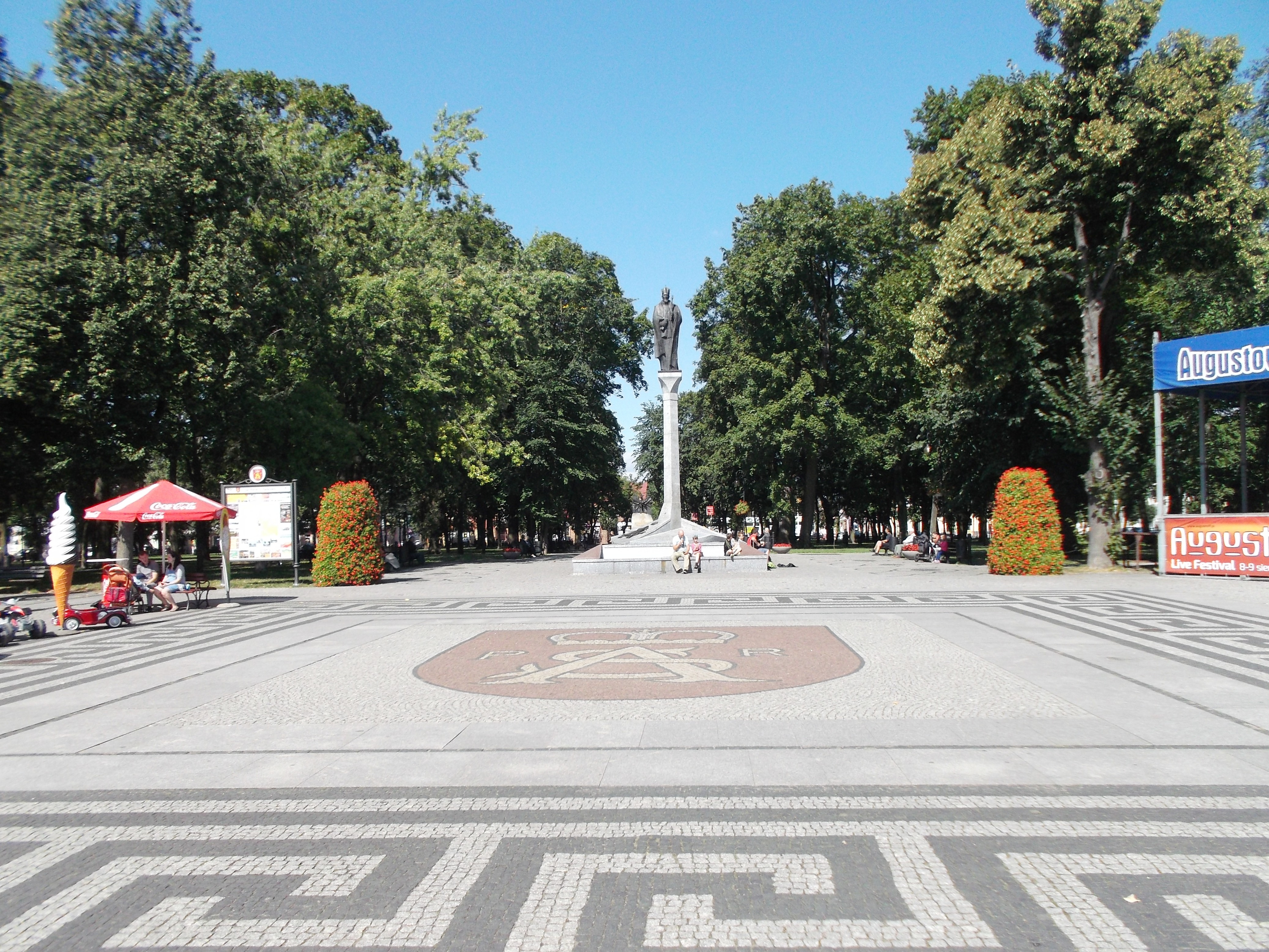
Stadtpark

Die Kreisstadt Augustów [aʊ̯ˈgustuf] Ausspracheⓘ (litauisch Augustavas) ist ein Kurort im Nordosten Polens in der Woiwodschaft Podlachien. Der Ort ist heute bekannt für Wassersportmöglichkeiten. Im Zentrum der Stadt können Häuser im spätklassizistischen und eklektischen Stil besichtigt werden. 1970 wurde Augustów Kurort, drei Jahre später wurden die anliegenden Dörfer eingemeindet.

## Geschichte

### Erste Erwähnung bis 1900
1496 wurde der Ort erstmals erwähnt. Der polnische König Sigismund II. August verlieh dem Ort am 17. Mai 1557 das Stadtrecht nach Magdeburger Recht.
1656 wurde der Ort durch die Tataren zerstört. In der zweiten Hälfte des 17. Jahrhunderts wurde die Stadt von der Pest heimgesucht. 1795 wurde Augustów Teil Preußens. 1807 kam er zum Herzogtum Warschau und wurde 1815 dann Teil Kongresspolens.
1825 bis 1839 wurde der Augustów-Kanal (polnisch Kanał Augustowski) gebaut. Dieser wurde von Polen für das UNESCO-Welterbe vorgeschlagen. 1842 wurde der Ort Kreisstadt. 1899 erfolgte der Anschluss an das Eisenbahnnetz. Die in den 1840er Jahren erbaute Synagoge wurde im Zweiten Weltkrieg zerstört.

### 1900 bis zum Beginn des Zweiten Weltkrieges
Die Stadt befand sich während des Ersten Weltkrieges, im Jahr 1915, längere Zeit unmittelbar an der Front. Walter Flex’ Weltkriegs-Erzählung Der Wanderer zwischen beiden Welten schildert u. a. den damaligen Grabenkrieg im unmittelbaren Umland.

### Im Zweiten Weltkrieg
Am 1. September 1939 bombardierte die Wehrmacht  die Bahnstation Augustóws und besetzte die Stadt für zwei Stunden, bevor sie im Rahmen des Hitler-Stalin-Paktes an die Rote Armee übergeben wurde.
Mit dem deutschen Überfall auf die Sowjetunion wurde die Stadt am 22. Juni 1941 bis 1944 erneut von der Wehrmacht besetzt. Sie wurde während dieser Zeit zu 70 % zerstört und verlor einen großen Teil ihrer Einwohner.
In der Stadt installierte die deutsche Besatzungsmacht eine polnische Verwaltung, rekrutierte eine Hilfspolizei und richtete im Oktober 1941 ein Ghetto ein, in dem die jüdische Bevölkerung des Umlandes, die einen hohen Anteil an der Gesamtbevölkerung ausmachte, interniert wurde. In dem Lager befanden sich rund 4000 Menschen, die zum allergrößten Teil bis in den Juni 1942 vor Ort erschossen, im Konzentrationslager Auschwitz und im Vernichtungslager Treblinka ermordet wurden.

### Nach dem Zweiten Weltkrieg
Die Stadt liegt seit dem Zerfall der Sowjetunion in der kritischen Suwałki-Lücke.

## Razzia von Augustów
Im Juli 1945 wurden in der Gegend von Augustów von sowjetischen Einheiten in der sogenannten Razzia von Augustów, im Rahmen der Bekämpfung des polnischen antikommunistischen Untergrundes, ca. 7000 Personen verhaftet und unter Folter verhört. Etwa 600 der Gefangenen wurden in unbekannte Richtung verschleppt und deren Todesumstände wurden bis heute nicht aufgeklärt. Es war das größte Verbrechen des kommunistischen Regimes nach dem Ende des Zweiten Weltkrieges in Polen.

## Landgemeinde
Die Landgemeinde Augustów, zu der die Stadt Augustów selbst nicht gehört, hat eine Fläche von 266,52 km², auf der (Stand: 30. Juni 2016) 6.834 Menschen leben.

## Söhne und Töchter der Stadt
- Jakub Reys, auch Jakub Polak, Jacques le Polonois (um 1545–um 1605), Lautenist und Komponist
- Sławomir Miklaszewski (1874–1949), Bodenkundler
- Rose Pastor Stokes (1879–1933), US-amerikanische Aktivistin, Autorin und Frauenrechtlerin
- Emil Leon Post (1897–1954), Mathematiker
- Maciej Maciejewski (1914–2018), Schauspieler
- Andrzej Szczytko (1955–2021), Schauspieler und Regisseur
- Marek Zalewski (* 1963), Erzbischof, Diplomat des Heiligen Stuhls
- Witold Mroziewski (* 1966), Weihbischof in Brooklyn
- Dariusz Zalewski (* 1974), Weihbischof in Ełk
- Adam Rybakowicz (* 1984), Abgeordneter im Sejm
- Edyta Dzieniszewska (* 1986), Kanutin
- Oliwia Kiołbasa (* 2000), Schachspielerin

## Partnerstädte
- Porto Ceresio, Italien
- Tuusula, Finnland
- Szklarska Poręba, Polen